# Dinko Trebotić
Dinko Trebotić (Spalato, 30 luglio 1990) è un calciatore croato, centrocampista del Castelfidardo.

## Caratteristiche tecniche
Centrocampista, può arretrare fino alla posizione di centrocampista centrale.

## Carriera

### Club

#### Gli inizi all'Hajduk Spalato e i prestiti
Prodotto del settore giovanile dell'Hajduk Spalato, Trebotić ha esordito nella 1. HNL in data 5 ottobre 2008, subentrando a Mladen Bartulović nella sconfitta per 1-0 maturata sul campo del Croatia Sesvete. Durante la finestra di trasferimento invernale di quella stessa stagione, è stato ceduto in prestito allo Junak Sinj, compagine militante in 2. HNL.
Tornato brevemente all'Hajduk Spalato per fine prestito, in vista del campionato 2009-2010 è passato al Rudeš Zagabria con la medesima formula. È stato poi aggregato all'Hajduk in vista della stagione successiva: il 5 agosto 2010 ha avuto l'opportunità di debuttare nelle competizioni europee per club, sostituendo Mario Brkljača nella vittoria casalinga per 3-0 sulla Dinamo Bucarest, sfida valida per le qualificazioni all'Europa League 2010-2011. Il 7 novembre 2010 ha trovato la prima rete nella massima divisione locale, nel successo interno per 4-1 sullo NK Zagabria. Nella sessione di trasferimento invernale del campionato 2011-2012, Trebotić è stato ceduto in prestito allo NK Zagabria.
Ha esordito con questa maglia il 25 febbraio 2012, subentrando a Nikola Frljužec nel successo per 0-1 sul campo del Lučko. Il 20 aprile ha segnato l'unica rete in squadra, con cui ha contribuito al successo per 2-1 sull'Inter Zaprešić. Ha chiuso la stagione con 11 presenze e una rete.

#### Lokomotiva Zagabria
Nell'estate 2012, Trebotić è passato alla Lokomotiva Zagabria. Ha debuttato il 15 settembre, sostituendo Goran Zakarić nella sconfitta per 3-2 sul campo del Cibalia. Ha chiuso la prima stagione a quota 27 presenze, tra campionato e coppa.
Il 22 luglio 2013 ha trovato la prima rete in squadra, segnando su calcio di rigore nel successo per 1-2 sull'Osijek. È rimasto in squadra per un biennio, nel quale ha totalizzato 55 presenze e 6 reti nella massima divisione croata.

#### Videoton
Il 26 giugno 2014, Trebotić è stato ingaggiato dagli ungheresi del Fehérvár: il croato ha siglato un accordo quadriennale. L'esordio nella Nemzeti Bajnokság I è arrivato il 26 luglio, schierato titolare nel successo casalingo per 3-0 sul Lombard Pápa. Il 12 aprile 2015 ha segnato le prime reti in campionato, mettendo a referto una doppietta nella vittoria per 7-0 sull'Haladás. Nella prima stagione in squadra, ha contribuito al successo finale in campionato. È rimasto in squadra per due stagioni, nelle quali ha totalizzato 55 presenze e 5 reti tra tutte le competizioni.

#### Bnei Yehuda e Fredrikstad
Nell'estate 2016, Trebotić si è trasferito in Israele per giocare nel Bnei Yehuda. Ha debuttato nella Ligat ha'Al il 20 agosto, impiegato da titolare nel pareggio per 1-1 contro il Bnei Sakhnin. È rimasto in squadra fino al gennaio successivo, quando ha rescisso il contratto che lo legava al club.
Il 17 febbraio 2017 è stato ufficialmente messo sotto contratto dai norvegesi del Fredrikstad, compagine militante in 1. divisjon – secondo livello del campionato norvegese – a cui si è legato con un contratto annuale. Ha esordito in squadra il 2 aprile, schierato titolare nel pareggio per 2-2 in casa dello Start: ha trovato una delle reti in favore della sua squadra. Il 12 luglio 2017 ha rescisso il contratto che lo legava al club.

#### Slaven Belupo
Libero da vincoli contrattuali, in data 17 luglio 2017 ha fatto ritorno in Croazia, per giocare nello Slaven Belupo.

### Nazionale
A livello giovanile, Trebotić ha giocato per la Croazia under 21. Ha esordito il 16 novembre 2010, in occasione di una vittoria in amichevole per 2-1 contro la Slovenia.

## Statistiche

### Presenze e reti nei club
Statistiche aggiornate al 17 luglio 2017.
| Stagione              | Club                  | Campionato            | Campionato | Campionato | Coppe nazionali | Coppe nazionali | Coppe nazionali | Coppe continentali | Coppe continentali | Coppe continentali | Supercoppe | Supercoppe | Supercoppe | Totale | Totale |
| Stagione              | Club                  | Comp                  | Pres       | Reti       | Comp            | Pres            | Reti            | Comp               | Pres               | Reti               | Comp       | Pres       | Reti       | Pres   | Reti   |
| --------------------- | --------------------- | --------------------- | ---------- | ---------- | --------------- | --------------- | --------------- | ------------------ | ------------------ | ------------------ | ---------- | ---------- | ---------- | ------ | ------ |
| 2008-gen. 2009        | Hajduk Spalato        | 1.HNL                 | 1          | 0          | CC              | ?               | ?               | CU                 | -                  | -                  | -          | -          | -          | 1+     | 0+     |
| gen.-giu. 2009        | Junak Sinj            | 2.HNL                 | ?          | ?          | CC              | ?               | ?               | -                  | -                  | -                  | -          | -          | -          | ?      | ?      |
| 2009-2010             | Rudeš Zagabria        | 2.HNL                 | ?          | ?          | CC              | ?               | ?               | -                  | -                  | -                  | -          | -          | -          | ?      | ?      |
| 2010-2011             | Hajduk Spalato        | 1.HNL                 | 21         | 2          | CC              | ?               | ?               | UEL                | 6                  | 0                  | -          | -          | -          | 27+    | 2+     |
| 2011-feb. 2012        | Hajduk Spalato        | 1.HNL                 | 6          | 0          | CC              | ?               | ?               | UEL                | 1                  | 0                  | -          | -          | -          | 7+     | 0+     |
| feb.-giu. 2012        | NK Zagabria           | 1.HNL                 | 9          | 1          | CC              | 2               | 0               | -                  | -                  | -                  | -          | -          | -          | 11     | 1      |
| lug. 2012             | Hajduk Spalato        | 1.HNL                 | 1          | 0          | CC              | 0               | 0               | UEL                | 1                  | 0                  | -          | -          | -          | 2      | 0      |
| Totale Hajduk Spalato | Totale Hajduk Spalato | Totale Hajduk Spalato | 29         | 2          |                 | ?               | ?               |                    | 8                  | 0                  |            | -          | -          | 37+    | 2+     |
| lug. 2012-2013        | Lok. Zagabria         | 1.HNL                 | 22         | 0          | CC              | 5               | 0               | -                  | -                  | -                  | -          | -          | -          | 27     | 0      |
| 2013-2014             | Lok. Zagabria         | 1.HNL                 | 33         | 6          | CC              | ?               | ?               | UEL                | 2                  | 0                  | -          | -          | -          | 35+    | 6+     |
| Totale Lok. Zagabria  | Totale Lok. Zagabria  | Totale Lok. Zagabria  | 55         | 6          |                 | 5+              | 0+              |                    | 2                  | 0                  |            | -          | -          | 62+    | 6+     |
| 2014-2015             | Videoton              | NB1                   | 28         | 3          | CU+CdL          | 6+10            | 1+1             | -                  | -                  | -                  | -          | -          | -          | 44     | 5      |
| 2015-2016             | Videoton              | NB1                   | 4          | 0          | CU+CdL          | 0               | 0               | UCL+UEL            | 4+2                | 0                  | SU         | 1          | 0          | 11     | 0      |
| Totale Videoton       | Totale Videoton       | Totale Videoton       | 32         | 3          |                 | 16              | 2               |                    | 6                  | 0                  |            | 1          | 0          | 55     | 5      |
| 2016-gen. 2017        | Bnei Yehuda           | LhA                   | 7          | 0          | CI+CdL          | 0+6             | 0               | -                  | -                  | -                  | -          | -          | -          | 13     | 0      |
| feb.-lug. 2017        | Fredrikstad           | 1D                    | 12         | 1          | CN              | 1               | 0               | -                  | -                  | -                  | -          | -          | -          | 13     | 1      |
| 2017-2018             | Slaven Belupo         | 1.HNL                 | 0          | 0          | CC              | 0               | 0               | -                  | -                  | -                  | -          | -          | -          | 0      | 0      |
| Totale                | Totale                | Totale                | 144+       | 13+        |                 | 30+             | 2+              |                    | 16                 | 0                  |            | 1          | 0          | 189+   | 15+    |

### Cronologia presenze e reti in nazionale
| Cronologia completa delle presenze e delle reti in nazionale ― Croazia under 21 | Cronologia completa delle presenze e delle reti in nazionale ― Croazia under 21 | Cronologia completa delle presenze e delle reti in nazionale ― Croazia under 21 | Cronologia completa delle presenze e delle reti in nazionale ― Croazia under 21 | Cronologia completa delle presenze e delle reti in nazionale ― Croazia under 21 | Cronologia completa delle presenze e delle reti in nazionale ― Croazia under 21 | Cronologia completa delle presenze e delle reti in nazionale ― Croazia under 21 | Cronologia completa delle presenze e delle reti in nazionale ― Croazia under 21 |
| Data                                                                            | Città                                                                           | In casa                                                                         | Risultato                                                                       | Ospiti                                                                          | Competizione                                                                    | Reti                                                                            | Note                                                                            |
| ------------------------------------------------------------------------------- | ------------------------------------------------------------------------------- | ------------------------------------------------------------------------------- | ------------------------------------------------------------------------------- | ------------------------------------------------------------------------------- | ------------------------------------------------------------------------------- | ------------------------------------------------------------------------------- | ------------------------------------------------------------------------------- |
| 16-11-2010                                                                      | Zaprešić                                                                        | Croazia under 21                                                                | 2 – 1                                                                           | Slovenia under 21                                                               | Amichevole                                                                      | -                                                                               | 51’                                                                             |
| 9-2-2011                                                                        | Capodistria                                                                     | Slovenia under 21                                                               | 1 – 1                                                                           | Croazia under 21                                                                | Amichevole                                                                      | -                                                                               | 51’                                                                             |
| 24-3-2011                                                                       | Dugopolje                                                                       | Croazia under 21                                                                | 1 – 2                                                                           | Ucraina under 21                                                                | Amichevole                                                                      | -                                                                               | 51’                                                                             |
| 3-6-2011                                                                        | Dugopolje                                                                       | Croazia under 21                                                                | 0 – 1                                                                           | Georgia under 21                                                                | Qual. Europeo Under-21 2013                                                     | -                                                                               | 51’                                                                             |
| 5-9-2011                                                                        | Sion                                                                            | Svizzera under 21                                                               | 4 – 0                                                                           | Croazia under 21                                                                | Qual. Europeo Under-21 2013                                                     | -                                                                               | 51’                                                                             |
| 5-2-2013                                                                        | Pola                                                                            | Croazia under 21                                                                | 2 – 3                                                                           | Paesi Bassi under 21                                                            | Amichevole                                                                      | -                                                                               | 51’                                                                             |
| Totale                                                                          |                                                                                 | Presenze                                                                        | 6                                                                               |                                                                                 | Reti                                                                            | 0                                                                               |                                                                                 |

## Palmarès

### Club
- Campionato ungherese: 1

Videoton: 2014-2015